# Lyonnais
Il Lyonnais era una delle antiche province francesi.
Derivava il suo nome dalla città principale, Lione. Corrisponde grossomodo agli attuali dipartimenti del Rodano e della Loira.

## Storia
Era suddiviso in tre province:
- Plat pays de Lyonnais, corrispondente ai monti del Lyonnais. L'aggettivo plat (piatto) non descrive la conformazione del territorio, che è di media montagna, ma il fatto che tale provincia non era considerata come privilegiata, ed era specificamente soggetta all'imposta detta "taglia"
- Città di Lione, non soggetta a taglia
- Franc-Lyonnais, provincia minore non soggetta a taglia situata a nord di Lione lungo la Saona.

Il Lyonnais divenne parte del Ducato di Borgogna dopo la divisione dell'Impero carolingio.  La fine del controllo imperiale, specie dopo la caduta degli Hohenstaufen con Corrado IV nel 1254, lasciò spazio all'invasione francese ed all'acquisizione della provincia nei domini reali da parte di Filippo IV di Francia nel 1313.